# 板尾創路
板尾 創路（いたお いつじ、1963年〈昭和38年〉7月18日 - ）は、日本のお笑いタレント、俳優、映画監督。お笑いコンビ・130Rのボケ担当。相方はほんこん。大阪府富田林市出身。吉本興業所属。NSC4期生。
父は川柳家の板尾岳人。既婚。1児の父。身長177 cm、体重62 kg。

## 経歴
ケーキ店「パルナス」三国ヶ丘店（堺市堺区）に勤める両親の息子として生まれる。私立柏原高校（現：東大阪大学柏原高等学校）卒業後、蓬萊に就職するもしばらくして退職、その後は色々な職を経験し、10代のころにケーキを持って島田紳助の家にいきなり押しかけ、弟子入りを志願したことがある。紳助には当時すでに弟子が1人いたため断られるが、吉本興業のタレント養成所であるNSCへの入学を勧められ、のちに同校の第4期生として入学した。
NSCでは「ホンコン・マカオ」というコンビを組み、「ホンコン」の芸名を名乗ったがほどなくコンビ解消。のちに同期の蔵野孝洋（現・ほんこん）に「ホンコン」の名を譲り渡した（ほんこん参照）。
その後、ダウンタウンが司会を務めていた『4時ですよーだ』（毎日放送）に出演していたが、1991年よりフジテレビ系列『ダウンタウンのごっつええ感じ』にレギュラー出演したのを機に、全国にその名を知られるようになる。
1994年に18歳未満の少女（当時14歳）と淫行をしたとして、青少年保護条例違反容疑で逮捕され、罰金30万円の刑を受ける。このことにより一時期芸能活動を自粛することとなった。しかし、相手の少女が別件で補導された際に板尾との関係を切りだし、18歳以上であると偽って交渉したことが明らかになったことや、松本人志（ダウンタウン）からの働きかけもあり、プロダクションの専属契約解除までには至らず、その結果、年内いっぱいの芸能活動を謹慎する処分を受けるに留まった。
私生活では1998年に東京で知り合った8歳下の一般女性と結婚。2007年9月21日に長女・英美が誕生するも、乳幼児突然死症候群で2009年8月16日に急死。
2012年6月に次女が誕生している。
2001年、木村祐一と漫才コンビ「イタキム」を結成して『M-1グランプリ』に出場、3回戦まで勝ち進んだ。
2003年、脚本に宮藤官九郎、演出に倉本美津留を迎えてひとり舞台の公演、板尾創路インテリジェンス（略してIII）を行った。
テレビドラマや映画、舞台など、俳優としても活動している。特に2005年辺りからは役者の活動が目立ち自身もインタビューで「もう僕らの時代じゃない」「笑いに未練もない」と語っている。
2010年3月、約9年ぶりに木村祐一と2人きりの舞台であるトークライブ「ざっぱ」が開催され、以降も定期的に開催されている。同年10月からは『板尾ロマン』（テレビ東京）がスタートし、自身の番組では在京キー局初の冠番組を持つことになった。

## 人物・エピソード
独特な発想には定評があり、『ごっつええ感じ』では「板尾係長シリーズ」の一言ネタコーナー、『虎の門』のコーナー「しりとり竜王戦」で最多優勝数を誇るなど大喜利を得意とする。『ケータイ大喜利』では審査委員長の肩書きを持ち、『IPPONグランプリ』の第13回大会では初参戦ながらレジェンド扱いで博多大吉や千原ジュニアからは板尾と並んで大喜利に挑むことへの喜びと緊張を語った。『ガキの使い』での「板尾いちゃもんシリーズ」「板尾の嫁シリーズ」では、あまりの迫真の演技だったため、しばらくの間は周囲の人間から「板尾は性格が捻じ曲がっている」と思われていたという。
『ネプリーグ』（フジテレビ）では2010年8月23日の放送で、『AKB48のメンバー フルネームで答えよ』という問題が出されるが、呆然と立ち尽くし、制限時間を丸々使い果たした。時間切れの寸前に『秋元康!』と答えた。
2022年9月26日の放送で、トニートニー・チョッパーから、『ワンピースのキャラクターの名前 10人全員答えてくれ!』という問題でキャラクターを知らず、①番のモンキー・D・ルフィを、「モンキー・D・モンキー」「モンキー・D・ディース」などと答えたが、最後に②番に変え、ロロノア・ゾロを髪の色が緑だから、「ロロノア・グリーン」と答え、タイムアップになってしまった。
かなりの天然ボケで『アメトーーク!』や『やりすぎコージー』では板尾の「伝説」が特集された。
- エビフライ定食を注文しエビフライを残した。
- 野球ゲームファミスタでコンピューター同士を対戦させ、観戦した。
- 9時間の生番組で勝手に帰った。
- 間違えて他人の携帯電話でメールを打つ。
- 『ケータイ大喜利』で最後の締めを無言で終えた。

## 出演番組
130Rとしての出演番組は130R#出演を参照。

### バラエティ

#### 現在
- ダウンタウンのガキの使いやあらへんで!（日本テレビ） - 不定期、板尾シリーズおよび笑ってはいけないシリーズではコーナーレギュラー出演
- 板尾壇 (談)（2017年10月2日 - 、テレビ埼玉 / 2017年10月10日 - 、Kawaiian TV[5]）

#### 過去
- 松ごっつ（フジテレビ）
- 冒冒グラフ（フジテレビ）
- 来来圏（フジテレビ）
- BLT（読売テレビ）
- Oh!黄金サービス（フジテレビ）
- 超世代統一広場 オジャング（MBS）
- 人生実感バラエティー 板尾家は朝から生中（毎日放送）
- 板尾家presents 電撃8万超人!（MBS）
- あざーっす!（TBS） - 不定期
- キムサウンドストーリー（GyaO）
- MIDTOWN TV（GyaO）
- Neo Happy系教育テレビ（テレビ大阪）
- DIVA（テレビ大阪）
- 淀川★キャデラック（テレビ大阪）
- 自宅板尾生創路（テレビ大阪）
- クギづけ 投稿動画ハイスクール（日本テレビ）
- 虎の門（テレビ朝日） - 不定期
- ヨシモト∞（ヨシモトファンダンゴTV） - 不定期
- 水野キングダム（TOKYO MX） - 不定期
- 億万笑者!〜S-1バトルへの道〜（日本テレビ）
- フットンダ（中京テレビ）
- ジャック10（日本テレビ）
- 板尾ロマン（テレビ東京）
- ウルトラゾーン（tvk） - 「ウルトラゾーンチャンネル」のナレーター
- 爆笑 大日本アカン警察（フジテレビ）
- 西川きよしのご縁です!（東海テレビ） - 不定期
- 着信御礼!ケータイ大喜利（NHK総合） - レギュラー
- タモリ倶楽部（テレビ朝日） - 不定期
- あさパラS（読売テレビ）- 不定期

### テレビドラマ
- Dear ウーマン（1996年、TBS） - 山崎 役
- ママチャリ刑事 第10話（1999年、TBS）
- 古畑任三郎第3シリーズ第8話「完全すぎた殺人」（1999年、フジテレビ） - 等々力 役
- サイコメトラーEIJI2 第1話（1999年、日本テレビ） - 斉藤店長 役
- 愛の劇場「あっとほーむ」（2000年、TBS） - 相馬拓也 役
- 花村大介 第3話（2000年、関西テレビ） - 戸田健児 役
- ナニワ金融道5（2000年、フジテレビ） - 赤貝銀行本店室長 役
- カバチタレ! 第1話（2001年、フジテレビ） - 亀有敬三 役
- 明日があるさ（2001年、日本テレビ）
- 金曜エンタテイメント「女マネージャー金子かおる 哀しみの事件簿1」（2002年、フジテレビ） - 鳥羽善次郎 役
- 金曜時代劇「蝉しぐれ」（2003年、NHK） - 山根清次郎 役
- 横山やすしフルスロットル（2004年・2005年、関西テレビ） - 西川きよし 役
- 土曜ワイド劇場（テレビ朝日）
  - おとり捜査官・北見志穂スペシャル（2004年） - 高瀬重夫 役
  - 刑事殺し（2007年5月19日） - 清水哲雄 役
  - 犯罪心理学教授・兼坂守の捜査ファイル（2014年2月15日） - 加藤光太郎 役
- 水曜ミステリー9「農家の嫁は弁護士!神谷純子のふるさと事件簿」（2005年、テレビ東京） - 奥野龍次 役
- 牙狼〈GARO〉 第15話（2005年、テレビ東京） - 倉町公平 役
- THE WAVE!（2005年、フジテレビ） - 編成部員 役
- 連続テレビ小説（NHK）
  - 天花（2004年） - 熊田弘之 役
  - 芋たこなんきん（2006年 - 2007年） - 池内幸三 役
  - カーネーション（2011年） - 末松商店・店主 役
  - まれ（2015年） - 紺谷博之 役
  - おちょやん（2020年） - 須賀廼家万太郎 役[6]
- 新マチベン〜オトナの出番 第4話「名前の無い依頼人」（2007年7月21日、NHK）
- スシ王子! 勝浦篇（2007年、テレビ朝日） - 鱗林勝男 役
- 医龍-Team Medical Dragon-2（2007年、フジテレビ） - 江上彰 役
- 週刊真木よう子「おんな任侠筋子肌」（2008年4月16日、テレビ東京） - マンガさん 役
- 1杯いきますか!!（2008年7月12日、テレビ東京） - タカさん 役
- Room Of King（2008年、フジテレビ） - 孫健一 役
- 東京DOGS（2009年、フジテレビ） - 田村洋二 役
- 救命病棟24時（フジテレビ） - 花輪勝司 役
  - 第4シリーズ（2009年）
  - 救命病棟24時〜2010スペシャル〜（2010年1月3日）
- 連続ドラマ小説 木下部長とボク（2010年、読売テレビ） - 主演・木下幸之助 役
- 検事・鬼島平八郎（2010年、ABC・テレビ朝日） - 寺岡政次郎 役
- デカ 黒川鈴木（2012年、読売テレビ） - 主演・黒川鈴木 役
- 赤川次郎原作 毒〈ポイズン〉 第12話・最終話（2012年12月20日・27日、読売テレビ） - 笹谷彰 役
- レディ・ジョーカー（2013年、WOWOW） - 布川淳一 役
- 家族ゲーム（2013年、フジテレビ） - 沼田一茂 役
- 殺しの女王蜂 第1話（2013年10月4日、テレビ東京） - ミケランジェロ 役
- クロコーチ（2013年、TBS） - 越後弥太郎 役
- ダークシステム 恋の王座決定戦（2014年、TBS） - ファントム 役
- 福家警部補の挨拶 第5話（2014年2月11日、フジテレビ） - 立石浩二 役
- 極悪がんぼ（2014年、フジテレビ） - 抜道琢己 役
- 地の塩（2014年2月16日 - 3月9日、WOWOW） - 柏田道雄 役
- 烈車戦隊トッキュウジャーVS仮面ライダー鎧武 春休み合体スペシャル（2014年、テレビ朝日） - 仮面ライダーフィフティーンの声 役
- 木曜時代劇 銀二貫（2014年、NHK） - 半兵衛 役
- 碧の海〜LONG SUMMER〜（2014年、東海テレビ） - 小館勲 役
- なぜ東堂院聖也16歳は彼女が出来ないのか?（2014年、メ〜テレ） - 今田 役
- 株価暴落（2014年、WOWOW） - 野猿宏満 役[7]
- 水曜ミステリー9 借王＜シャッキング＞〜華麗なる借金返済作戦〜（2014年12月17日、テレビ東京） - 榊原兼人 役
- 世にも奇妙な物語 25周年スペシャル・春 〜人気マンガ家競演編〜「蟲たちの家」（2015年4月11日、フジテレビ） - 水谷紘一 役
- アイムホーム 第7話（2015年5月28日、テレビ朝日） - 刑事 役
- サイレーン 刑事×彼女×完全悪女 第1話（2015年10月20日、フジテレビ） - 伊沢明弘 役
- 金曜プレミアム 大奥（2016年1月22日・29日、フジテレビ） - 中野清茂 役
- 沈まぬ太陽（2016年、WOWOW） - 八馬忠次 役
- 特集ドラマ 最後の贈り物（2016年5月3日、NHK） - 清武満夫 役
- 99.9-刑事専門弁護士- 第4話（2016年5月8日、TBS） - 菊池章雄 役
- 営業部長 吉良奈津子（2016年7月 - 9月、フジテレビ） - 米田利雄 役[8]
- 家政夫のミタゾノ 第1話（2016年10月21日、テレビ朝日） ‐ 小津鮫洋一郎 役[9]
- 雲霧仁左衛門3（2017年1月 - 2月、NHK BSプレミアム） - 関口雄介 役
- 嫌われる勇気 第7話（2017年2月23日、フジテレビ） - 佐藤太郎 役
- 犯罪症候群 Season1 最終話（2017年5月27日、東海テレビ・フジテレビ） - 牧田浩文 役
  - 犯罪症候群 Season2（2017年6月11日 - 7月2日、WOWOW）
- 僕たちがやりました（2017年7月 - 9月、カンテレ・フジテレビ） ‐ 西塚智広 役
- フリンジマン〜愛人の作り方教えます〜（2017年10月 - 12月、テレビ東京） - 主演・井伏真澄 役
- ヘッドハンター 第5話（2018年5月14日、テレビ東京） - 西郷守男 役
- グッド・ドクター（2018年7月 - 9月、フジテレビ） - 猪口隆之介 役
- GIVER 復讐の贈与者 第2話（2018年7月21日、テレビ東京） - 青山和典 役
- サバイバル・ウェディング 最終話（2018年9月22日、日本テレビ）
- ドロ刑 -警視庁捜査三課-（2018年10月 - 12月、日本テレビ） - 左門陽作 役
- 犬神家の一族（2018年12月24日、フジテレビ） - 犬神幸吉 役
- 松本清張ドラマスペシャル 疑惑（2019年2月3日、テレビ朝日） - 秋谷茂一 役
- いだてん〜東京オリムピック噺〜（2019年、NHK大河ドラマ） - 村田大作 役
- おしい刑事（2019年5月5日 - 26日、NHK BSプレミアム） - 伊多田清 役
- 俺のスカート、どこ行った? 第6話・第7話（2019年5月25日・6月1日、日本テレビ） ‐ 明智純一 役
- 監察医 朝顔（2019年7月8日 - 9月23日、フジテレビ） ‐ 藤堂雅史 役
  - 監察医 朝顔 特別編〜夏の終わり、そして〜（2019年9月30日）
  - 監察医 朝顔 第2シーズン（2020年11月2日 - 2021年3月22日）
  - 監察医 朝顔 新春スペシャル（2021年1月11日）[10]
  - 監察医 朝顔2025新春スペシャル（2025年1月3日）[11]
- 世にも奇妙な物語 '19秋の特別編「ソロキャンプ」（2019年11月9日、フジテレビ） - 主演・藤原丈人 役[12]
- 探偵・由利麟太郎 第4話・第5話（2020年7月7日・14日、関西テレビ・フジテレビ系） - 浅原警部 役
- 大岡越前スペシャル 〜初春に散る影法師〜（2021年1月1日、NHK BSプレミアム） - 黒崎監物 役
- イチケイのカラス 第10話（2021年6月7日、フジテレビ） - ホームレスの男 役[13]
- 黒鳥の湖（2021年7月24日 - 8月21日、WOWOW） - 田部井克則 役
- ムショぼけ (2021年10月3日 - 12月12日、朝日放送テレビ、テレビ神奈川) - 夜勤部長 役
- アバランチ 第1話（2021年10月18日）、カンテレ・フジテレビ系）- 六車泰次郎 役
- ケイ×ヤク-あぶない相棒-（2022年1月13日 - 3月17日、読売テレビ・日本テレビ系） - 大須公昭 役[14]
- クロステイル 〜探偵教室〜（2022年4月9日 - 5月28日、東海テレビ・フジテレビ） - 飛田迅平 役[15]
- WOWOWオリジナルドラマ ヒル Season2（2022年4月15日 - 5月20日、WOWOWプライム） - ヤシマ 役[16]
- パンドラの果実〜科学犯罪捜査ファイル〜 Season1（2022年4月23日 - 6月25日、日本テレビ） - 島崎博也 役[17]
- 赤いナースコール（2022年7月11日- 9月26日、テレビ東京） - 石原祐二 役[18]
- スタンドUPスタート 第4話（2023年2月8日、フジテレビ） - 勝又宗平 役[19]
- ながたんと青と-いちかの料理帖-（2023年3月24日 - 5月26日、WOWOW） - 戸川幸宏 役[20]
- キッチン革命 第2夜（2023年3月26日、テレビ朝日） - 富岡 役[21]
- それってパクリじゃないですか? 第7話・第8話（2023年5月24日・31日、日本テレビ） - 中野誠司 役
- アオハライド Season1（2023年9月22日 - 、WOWOW） - 梶原義正 役[22]
- あきない世傳 金と銀（NHK BS・NHK BSプレミアム4K）- 彦太夫 役
  - あきない世傳 金と銀（2023年12月8日 - 2024年2月2日）
  - あきない世傳 金と銀2（2025年4月6日 - 5月25日）[23][24]
- 街並み照らすヤツら（2024年4月27日 - 6月29日、日本テレビ） - 倉田 役[25]
- 藤子・F・不二雄 SF短編ドラマ シーズン2「いけにえ」（2024年5月26日、NHK BS）[26] - 神父 役
- 錦糸町パラダイス〜渋谷から一本〜（2024年7月13日 - 9月28日、テレビ東京） - 橘昌幸 役[27]
- アイメイド・マーメイド（2024年8月4日 - 9月1日、テレビ神奈川） - 飛雄 役[28]
- 誰も知らない明石家さんま「芸人がアイドルに勝った日〜タブーを破った禁断の一日」（2024年12月1日、日本テレビ）[29]
- 地獄の果てまで連れていく（2025年1月14日 - 3月25日、TBS） - 黒川稔 役[30]
- 能面検事 第2話（2025年7月18日、テレビ東京） - 大矢智徳 役[31]

### 配信ドラマ
- 全裸監督（2019年8月8日配信、Netflix） - 小野貞己 役
- 上下関係（2021年7月30日より全10話配信、LINE NEWS VISION）- 光岡大悟 役[32]
- 星から来たあなた （2022年2月23日、全10話、Amazon Original） - 小野勝次 役[33]
- ショート・プログラム「プラス1」（2022年3月1日、Amazon Prime Video）[34]
- パンドラの果実〜科学犯罪捜査ファイル〜 Season2（2022年6月 - 、Hulu） - 島崎博也 役[17]
- 夢で見たあの子のために（2023年8月29日 - 、Lemino） - 駒津謙一郎 役[35]
- 山田クソ男の3本ノック 第1話（2024年3月20日、FOD） - 幻灯寺寛斎 役[36]

### ドキュメンタリー番組
- 歴史秘話ヒストリア（2016年2月10日、NHK総合） - 徳川家康 役

- 元禄なう（2016年11月3日、NHK） - 朝日文左衛門 役

### 映画
- マネージャーの掟（1997年4月26日） - 人気のあるタレント 役
- 明日があるさ THE MOVIE（2002年10月5日） - 中国人商社マン 役
- ナイン・ソウルズ（2003年7月19日） - 亀井富士夫 役
- 月の砂漠（2003年9月6日）
- 幸福の鐘（2003年11月22日） - 桜井武志 役
- ジョゼと虎と魚たち（2003年12月13日）
- 穴「怪奇穴人間」（2004年7月10日） - 主演・宍戸 役
- スペースポリス（2004年10月16日） - アンドロメダバーガー店長 役
- 真夜中の弥次さん喜多さん（2005年4月2日） - 浪速ホット 役
- 魁!! クロマティ高校 THE★MOVIE（2005年7月23日） - マスクド竹之内 役
- 山手線デス・ゲーム（2005年）
- 妖怪大戦争（2005年8月6日） - たこ焼き屋のアナウンサー 役
- ワースト☆コンタクト（2005年8月6日） - 川田 役
- 手鼻三吉と2（トゥワイス）志郎が往く・北の0年（2005年9月22日） - 四吉 役
- 空中庭園（2005年10月8日） - 京橋貴史 役
- 仮面ライダーシリーズ
  - 仮面ライダー THE FIRST（2005年11月5日） - スパイダー 役
  - 平成ライダー対昭和ライダー 仮面ライダー大戦 feat.スーパー戦隊（2014年3月29日） - 葵連 / 仮面ライダーフィフティーン 役
- 風雲児 長者番付に挑んだ男（2005年6月10日）
- 晴れたらポップなボクの生活（2006年1月21日） - ヤン 役
- 着信アリ Final（2006年6月24日） - 木部孝義 役
- 地球の魅力（2006年7月1日）
- オトシモノ（2006年9月30日）
- デスノート the Last name（2006年11月3日） - 日々間数彦 役
- パイルドライバー（2007年1月13日） - 校長 役
- ユメ十夜 第十夜（2007年1月27日） - ケン 役
- 東京タワー 〜オカンとボクと、時々、オトン〜（2007年4月14日） - かっぱの客 役
- 日が暮れても彼女と歩いてた（2007年5月26日） - 店長 役
- 大日本人（2007年6月2日） - 匂ウノ獣 役
- 人間椅子（2007年6月30日） - 小原茂樹 役
- 男の生活（2007年） - 主演
- GROW 愚郎（2007年9月8日） - ミカエル 役
- ピューと吹く!ジャガー（2008年1月12日）
- ネガティブハッピー・チェーンソーエッヂ（2008年1月19日） - 加藤先生 役
- 桜と印籠（2008年5月26日）- 主演
- 赤んぼ少女（2008年8月2日）
- 東京残酷警察（2008年10月4日）
- 愛のむきだし（2008年1月31日） - コイケの父 役
- ニセ札（2009年4月11日） - 検察官 役
- 真一文字 拳（2009年5月9日）
- ラッシュライフ（2009年6月13日）
- 女の子ものがたり（2009年8月29日）
- 空気人形（2009年9月26日） - 人形の持ち主・秀雄 役
- 蘇りの血（2009年12月19日）
- 板尾創路の脱獄王（2010年1月16日）監督・脚本・主演
- 武士道シックスティーン（2010年4月24日） - 甲本肇 役
- NECK（2010年8月21日） - レポーター 役
- 蛇のひと（2010年9月25日）
- ワラライフ!!（2011年1月29日）
- 太平洋の奇跡 -フォックスと呼ばれた男-（2011年2月11日） - 金原少尉 役
- さや侍（2011年6月11日） - 門番の倉之助 役 ※脚本協力
- men's egg Drummers（2011年7月16日） - 仁志 役
- オムライス（2011年9月24日）
- 電人ザボーガー（2011年10月15日） - 主演・大門豊 役
- 月光ノ仮面（2012年1月19日） - 監督・脚本・主演
- MY HOUSE（2012年5月26日）
- I'M FLASH!（2012年9月1日）
- 私の奴隷になりなさい（2012年11月3日）
- ユダ Judas（2013年1月26日）
- じんじん（2013年7月13日） - 日下部民雄 役
- ダイヤモンド（2013年8月3日）
- 地獄でなぜ悪い（2013年）
- あさひるばん（2013年11月29日） - 日留川三郎 役
- セブンデイズリポート（2014年2月8日） - 間宮 役
- クローズEXPLODE（2014年4月12日） - 奈良岡精二 役
- グレイトフルデッド（2014年11月1日）
- クレヴァニ、愛のトンネル（2015年2月21日）
- 振り子（2015年2月28日） - サキの父 役
- 虎影（2015年6月20日） - 謎の男 役
- at Home アットホーム（2015年8月22日）
- 杉原千畝 スギハラチウネ（2015年12月5日） - 菊池静男 役
- 珍遊記（2016年2月27日） - こづれ紳士 役
- 若手映画作家育成プロジェクト ※短編映画
  - 父の結婚（2016年3月）
  - 恋は真っ赤に燃えて（2024年6月）
- 手をつないでかえろうよ〜シャングリラの向こうで〜（2016年5月28日） - 真人の父 役
- デルシネ「エル・シュリケンvs新昆虫デスキート」（2016年10月15日、京都国際映画祭 / 2017年4月23日、沖縄国際映画祭 他）[37] - 蜥蜴沢（とかげざわ） 役
- ジムノペディに乱れる（2016年11月26日） - 古谷慎二 役
- 泣き虫しょったんの奇跡（2018年9月7日） - 山口 役
- かぞくいろ RAILWAYS わたしたちの出発（2018年11月30日） - 水嶋徹 役
- おいしい家族（2019年9月20日） - 青治 役[38]
- 決算! 忠臣蔵（2019年11月22日、松竹） - 戸田権左衛門 役
- エンボク（2020年7月3日、キングレコード） - 熊切邦夫 役
- ファーストラヴ（2021年2月11日、KADOKAWA） - 聖山那雄人 役
- 蜜月（2022年3月25日公開予定・公開中止） - 加納靖男 役
- グリーンバレット(2022年8月26日)
- 向田理髪店（2022年10月14日）[39]
- リボルバー・リリー（2023年8月11日） - 小沢大佐 役[40]
- 100秒の拳王 -ケンカバトルロワイアル-（2024年9月6日、SDP）[41]
- 1%er ワンパーセンター（2024年12月6日、アルバトロス・フィルム） - 神田 役[42][43][44]
- 次元を超える TRANSCENDING DIMENSIONS（2025年10月17日公開予定、スターサンズ） -高嶋博士 役[45]

### アニメ
- オトナの一休さん（2016年・2017年） - 主演・一休宗純 役

### 舞台
- 吉本新喜劇
- アイ・アイ・アイ（2003年）
- 狐狸狐狸ばなし（2004年）
- ニコラス・マクファーソン（1999年）
- 隠蔽捜査＆果断・隠蔽捜査2（2011年） - 坂上栄太郎 役、小田切貞夫 役
- 吉本百年物語 キミとボクから始まった（2012年） - 横山エンタツ 役
- きりきり舞い（2014年4月、明治座） - 浮世絵師・葛飾北斎 役
- THE BAMBI SHOW（2017年）
- ヨーロッパ企画 第43回公演	来てけつかるべき新世界 (2024年)[46]
- 浪人街（2025年） - 土居孫左衛門 役[47]

### インターネット配信
- ザッサー（2006年、第2日本テレビ）
- MIDTOWN TV水曜音楽番組を板尾創路（GyaO） - レギュラー
- 板尾イズム　(VISION)

### DVD
- スカイフィッシュの捕まえ方 〜板尾創路編〜（2007年）
- EP FILMS DVD 08th EP FILM「変身」（2010年7月7日、よしもとアールアンドシー）

### ラジオ
- ブジオ!（2005年 - 2006年、TBSラジオ）
- 岩井俊二プロデュース円都通信 ラジオドラマ第14回作品「東京安息日」（2006年、JFN系列） - 仁村光一 役

### プロモーションビデオ
- 太陽族
  - 旅立ち（2005年2月）
- MALCO（監督：大宮エリー）
  - 男はバカなのか俺がバカなのか（2005年9月）
  - 男だ☆光るぜ（2006年5月）
  - 人らしくないほどに（2006年10月）
- 板尾創路
  - 砂渡し爺
  - 少年B（2008年3月）
- 変態紳士クラブ
  - 溜め息（2022年4月29日）
- Sakurashimeji
  - いつかサヨナラ（2024年12月17日）

### CM
- LAVONS LE LINGE[48]
- docomo

## 作品

### 映像
映画
- 板尾創路の脱獄王（2010年1月16日）長編映画初監督作品、第19回日本映画批評家大賞新人監督賞受賞
- 月光ノ仮面（2012年1月14日）
- 火花（2017年11月23日）[49]

ドラマ
- 火花（2016年、Netflix）脚本協力

### 音楽
CDアルバム
- ミュージック（2008年10月22日）

1. 陰部第三高等学校校歌(独唱)
2. 砂渡し爺
峯田と参加したPVが制作され、『HEY!HEY!HEY!』にも出演。
3. ホテル住まいの小学生
4. 傘
5. 陰部第三高等学校校歌(合唱) 
全作詞：板尾創路、全作曲・プロデュース：峯田和伸（銀杏BOYZ）

CDシングル
- 少年B（2008年3月5日）

1. 少年B
2. 少年A
3. 少年B’
4. 少年B (Instrumental) 
全作詞：板尾創路、全作曲・プロデュース：TEI TOWA

- 君とボクと（2010年3月10日）

1. 君とボクと
作詞：大宮エリー、作曲：南こうせつ、唄：板尾こうせつ（板尾創路・南こうせつ）名義。
連続ドラマ小説 木下部長とボク主題歌
2. 君とボクと (Instrumental)

### 著書
出版元：リトルモア
- 板尾日記（2006年11月）
- 板尾日記2（2007年3月）
- 板尾日記3（2008年2月）
- 板尾日記4（2009年3月）
- 板尾日記5（2010年2月）
- 板尾日記6（2011年3月）
- 板尾日記7（2012年1月）